# Cell-0
Cell-0 è il nono album in studio del gruppo musicale finlandese Apocalyptica, pubblicato nel 2020.

## Tracce
1. Ashes of the Modern World – 6:29
2. Cell-0 – 9:57
3. Rise – 5:22
4. En Route to Mayhem – 5:28
5. Call My Name – 3:55
6. Fire & Ice (featuring Troy Donockley) – 4:05
7. Scream for the Silent – 5:12
8. Catharsis – 4:58
9. Beyond the Stars – 6:54

## Formazione
- Perttu Kivilaakso – violoncello, programmazioni, arrangiamenti
- Eicca Toppinen – violoncello, tastiera, programmazioni, arrangiamenti
- Paavo Lötjönen – violoncello
- Mikko Sirén – batteria, percussioni